# Film di Digimon
I film Digimon sono dei cortometraggi, mediometraggi e lungometraggi prodotti dalla Toei Animation. Fatta eccezione per Digital Monster X-Evolution, che è liberamente tratto dal manga Digimon Chronicle, ogni film è dedicato a una particolare serie, anche se molti non sono comunque da considerarsi canonici.
I primi sette sono stati realizzati per essere proiettati in occasione delle Toei Anime Fairs ("fiere dell'animazione Toei"), una serie di eventi che si svolsero dal 1990 al 2002 in coincidenza di due pause nel calendario scolastico giapponese, le vacanze primaverili (marzo) e quelle estive (fine luglio - inizio settembre). In seguito sono stati realizzati altri due film autonomi, di cui uno per la televisione (X-Evolution), e l'altro (Digimon Savers The Movie). Mentre nel 2015 è iniziata Digimon Adventure tri, 6 film trasmessi nei cinema giapponesi ma che nel resto del mondo sono arrivati sotto forma di episodi di un'unica serie. Il 21 febbraio 2020 nei cinema giapponesi esce Digimon Adventure: Last Evolution Kizuna l'ultimo film dedicato ai personaggi della prima serie del 1999.
In aggiunta ai film esistono anche due brevissimi cortometraggi (Digimon Savers 3D - Digital World kiki ippatsu! e Digimon Adventure 3D: Digimon Grandprix!) in computer grafica realizzati originariamente per dei parchi giochi e successivamente proiettati al 3D Toei Anime Festival del 2009.
Digimon - Il film contiene i primi tre film Digimon ed è stato ampiamente tagliato e rimaneggiato per la versione americana, poi doppiato anche in italiano uscito il 16 marzo 2001. Le versioni originali dei film sono inedite in Italia.

## Elenco dei film
| N. | Titolo giapponese | Data di distribuzione in | Data di distribuzione in | Titolo tradotto in italiano                                                                             | Serie di appartenenza                  | Durata |
| -- | --- | ------------------------ | ------------------------ | --- | -------------------------------------- | ------ |
| 1  | Digimon Adventure (デジモン アドベンチャー?) | 6 marzo 1999             | 16 marzo 2001            | Digimon Adventure                                                                                       | Digimon Adventure                      | 20'    |
| 2  | Digimon Adventure: Bokura no War Game! (デジモンアドベンチャー ぼくらのウォーゲーム!?)                                                                                     | 4 marzo 2000             | 16 marzo 2001            | Digimon Adventure: Il nostro War Game!                                                                  | Digimon Adventure                      | 40'    |
| 3  | Digimon Adventure 02: Zenpen: Digimon Hurricane Jōriku!!/Kōhen: Chōzetsu Shinka!! Ōgon no Digimentals (前篇 デジモンハリケーン上陸 / 前編 超絶進化！！黄金のデジメンタル?) | 8 luglio 2000            | 16 marzo 2001            | Digimon Adventure 02: L’atterraggio dell'uragano Digimon!! Evoluzione suprema!! I Digielementali dorati | Digimon Adventure 02                   | 65'    |
| 4  | Digimon Adventure 02: Diablomon no Gyakushū (デジモンアドベンチャー０２ ディアボロモンの逆襲?)                                                                             | 3 marzo 2001             | inedito                  | Digimon Adventure 02: Diablomon colpisce ancora                                                         | Digimon Adventure 02                   | 30'    |
| 5  | Digimon Tamers: Bōkensha-tachi no Tatakai (デジモンテイマーズ 冒険者たちの戦い?)                                                                                           | 14 luglio 2001           | inedito                  | Digimon Tamers: La battaglia degli avventurieri                                                         | Digimon Tamers                         | 50'    |
| 6  | Digimon Tamers: Bōsō Digimon Tokkyū (デジモンテイマーズ 暴走デジモン特急?)                                                                                                 | 2 marzo 2002             | inedito                  | Digimon Tamers: Digimon Express in fuga (Locomon in Fuga)                                               | Digimon Tamers                         | 30'    |
| 7  | Digimon Frontier: Kodai Digimon Fukkatsu!! (デジモンフロンティア 古代デジモン復活!!?)                                                                                      | 20 luglio 2002           | inedito                  | Digimon Frontier: Il risveglio del Digimon antico!! (L'isola dei Digimon perduti)                       | Digimon Frontier                       | 40'    |
| 8  | Digital Monster X-Evolution (デジタルモンスター ゼヴォリューション?) | 3 gennaio 2005           | inedito                  | Digital Monster X-Evolution                                                                             |                                        | 80'    |
| 9  | Digimon Savers THE MOVIE Kyūkyoku Pawā! Bāsuto Mōdo Hatsudō!! (デジモンセイバーズ THE MOVIE 究極パワー！ バーストモード発動!!?)                                            | 9 dicembre 2006          | inedito                  | Digimon Savers THE MOVIE: Potere definitivo! Attivazione della Burst Mode!!                             | Digimon Savers                         | 20'    |
| 10 | Digimon Savers 3D - Digital World kiki ippatsu! (デジモンセイバーズ3D デジタルワールド危機イッパツ!?)                                                                      | 3 ottobre 2009           | inedito                  | Digimon Savers 3D: Il Mondo Digitale in pericolo imminente!                                             | Digimon Savers                         | 7'     |
| 11 | Digimon Adventure 3D: Digimon Grandprix! (デジモンアドベンチャー3D デジモングランプリ!?)                                                                                   | 3 ottobre 2009           | inedito                  | Digimon Adventure 3D: Digimon Grandprix!                                                                | Digimon Adventure Digimon Adventure 02 | 7'     |
| 12 | Digimon Adventure: Last Evolution Kizuna (デジモンアドベンチャー LAST EVOLUTION 絆?)                                                                                       | 21 febbraio 2020         | 9 dicembre 2021          | Digimon Adventure: Last Evolution Legami                                                                | Digimon Adventure                      | 94'    |
| 13 | Digimon Adventure 02: The Beginning (デジモンアドベンチャー02 THE BEGINNING?)                                                                                              | 27 ottobre 2023          | inedito                  | Digimon Adventure 02: The Beginning                                                                     | Digimon Adventure 02                   | 80'    |

## Digimon Adventure
Digimon Adventure (デジモン アドベンチャー?) è il primo film nonché la prima opera d'animazione in assoluto dedicata all'universo Digimon.
Tai e Kari Kamiya si svegliano una mattina e trovano un Digiuovo, che la notte prima era fuoriuscito dal loro computer, che presto si schiude, dando alla luce Botamon. Il Digimon presto digievolve in Koromon e quindi in Agumon che presto esce all'esterno e distrugge inavvertitamente buona parte del vicinato con Kari seduta sul suo dorso. Quindi, improvvisamente, un secondo Digiuovo appare nel cielo per rivelare un Digimon malvagio, Parrotmon. Agumon quindi digievolve in Greymon, ma non sembra forte abbastanza per battere Parrotmon e viene messo fuori combattimento. Tai però afferra il fischietto di Kari e sveglia Greymon, che lotta nuovamente con Parrotmon, ma prima che la lotta venga vinta da uno dei due Digimon scompaiono insieme attraverso il varco, così come erano apparsi.

## Digimon Adventure: Bokura no War Game!
Digimon Adventure: Bokura no War Game! (デジモンアドベンチャー ぼくらのウォーゲーム?, Dejimon Adobenchā: Bokura no Wō Gēmu!, lett. Digimon Adventure: Il nostro War Game!) è il secondo film dedicato all'universo di Digimon, ha luogo qualche mese dopo la battaglia finale contro Apokarimon. Mostra diversi Digiprescelti, ma i protagonisti della storia sono Tai, Matt, Izzy e TK, che finiscono per salvare ancora una volta il mondo dopo che un Digimon di tipo virus, sviluppatosi nella rete informatica, crea il panico in tutto il mondo attraverso Internet. I ragazzi devono fermare il Digimon malvagio velocemente, prima che questo riesca a provocare il lancio di un missile balistico intercontinentale puntato sul Giappone (patria dei bambini prescelti). Tai e Matt finiscono per preoccuparsi così tanto per i loro Digimon (nelle forme di WarGreymon e MetalGarurumon), i quali stanno subendo una pesante sconfitta dal Digimon malvagio Diaboromon, che riescono incredibilmente ad entrare fisicamente in Internet e a dare loro il potere di fermarlo.
I due Digimon si uniscono insieme, dando luogo alla prima DNADigievoluzione, che dà vita al potente Omnimon (Omegamon). Tuttavia, Diaboromon risulta ancora troppo veloce, finché ad Izzy non viene l'idea di inoltrare al Digimon le e-mail che sta ricevendo dai bambini che stanno guardando lo scontro in tutto il mondo via Internet, così da rallentare Diaboromon, permettendo ad Omnimon di finirlo un attimo prima che il missile colpisca. Alla fine, l'ICBM disattivato atterra senza arrecare danni nella Baia di Tokyo. Our War Game! sembra essere ispirato al film del 1983 Wargames - Giochi di guerra. Questo film è considerato canonico, poiché quando Izzy fa l'analisi della DNADigievoluzione di ExVeemon e Stingmon in Adventure 02, Izzy la paragona a quella tra WarGreymon e MetalGarurumon e parla di come questo ha portato il personaggio di Adventure 02 Yolei Inoue a diventare un Digiprescelto. Parte della trama di questo film è stata riscontrata all'interno del lungometraggio Summer Wars, diretto nel 2009 dal medesimo regista Mamoru Hosoda.[3]

## Digimon Adventure 02: Zenpen: Digimon Hurricane Jōriku!!/Kōhen: Chōzetsu Shinka!! Ōgon no Digimentals
Digimon Adventure 02: Zenpen: Digimon Hurricane Jōriku!!/Kōhen: Chōzetsu Shinka!! Ōgon no Digimentals (デジモンアドベンチャー02: デジモンハリケーン上陸 / 超絶進化！！ 黄金のデジメンタル?, Dejimon Adobenchā Zero Tsū: Dejimon Harikēn Jouriku!! / Chouzetsu Shinka!! Ougon no Digimentaru, lett. Digimon Adventure 02: L'atterraggio dell'uragano Digimon!! Evoluzione suprema!! I Digielementali dorati) è il terzo film dedicato all'universo di Digimon. Fu trasmesso in Giappone l'8 luglio 2000. Fu inoltre distribuito negli Stati Uniti e in Italia rispettivamente il 6 ottobre 2000 e il 3 marzo 2001 come terza parte di Digimon - Il film. Questo film è il più lungo che la Toei Animation abbia mai realizzato in Giappone. Il film dura infatti circa sessantacinque minuti (mentre gli altri film non erano mai andati oltre un minutaggio di venti-quaranta minuti).
I protagonisti della storia sono i nuovi Digiprescelti, che viaggiano dal Giappone agli Stati Uniti ed incontrano Willis, un Digiprescelto americano, ritrovandosi poi ad aiutarlo a fermare la minaccia causata da un enigmatico pericolo. Da bambino Willis aveva ricevuto due Digimon gemelli, un Gummymon ed un Kokomon. Tuttavia, un giorno Kokomon era scomparso misteriosamente senza lasciare traccia, ritornando successivamente nelle sembianze dello spietato Wendigomon. TK e Kari sono i primi ad incontrare Wendigomon a New York mentre sono in visita da Mimi; il Digimon infatti rapisce la ragazza davanti agli occhi dei due Digiprescelti, i quali si rendono conto che anche tutti gli altri Digiprescelti originali sono spariti. Willis alla fine spiega agli altri quale sia il suo legame con Wendigomon: il Digimon vuole rivedere Willis, ragione che spinge Wendigomon a rapire anche gli altri bambini prescelti - perché loro, come Willis, possiedono un Digivice - e a riportarli alla loro età infantile alla disperata ricerca del suo partner, che non riesce a riconoscere nella sua versione "adolescente".
Quando Willis si rifiuta di andare con Wendigomon dopo che questi mette fuori combattimento Terriermon, il mostro digievolve prima in Antylamon e poi in Kerpymon, riportando anche Willis e i Digiprescelti di Adventure 02 alla loro infanzia. Willis capisce finalmente le parole criptiche che il Digimon gli ha rivolto: Wendigomon aveva chiesto a Willis di "tornare indietro" e per il Digimon ciò significa letteralmente che Willis debba ridiventare nuovamente un bambino. Durante la battaglia tra i Digiprescelti e Wendigomon, Kari e TK aiutano i loro amici creando due Digiuova grazie ai loro Digimon Magnadramon e Seraphimon e consegnandole rispettivamente a Davis e Willis: ciò permette ai due ragazzi di far armordigievolvere Veemon in Magnamon e Terriermon in una Armordigievoluzione di Rapidmon. Alla fine della battaglia, Kerpymon viene sconfitto ed i Digiprescelti originali ricompaiono nei luoghi da cui erano scomparsi poco prima. Nell'epilogo del film, Willis scopre che il suo Digimon Kokomon è nuovamente pronto a nascere dal suo Digiuovo.

## Digimon Adventure 02: Diablomon no Gyakushū
Digimon Adventure 02: Diablomon no Gyakushū (デジモンアドベンチャー02: ディアボロモンの逆襲?, Dejimon Adobenchā Zero Tsū: Diablomon no Gyakushuu, lett. Digimon Adventure 02: Diablomon colpisce ancora) è il quarto film dedicato all'universo di Digimon. Uscì in Giappone il 3 marzo 2001 e negli Stati Uniti il 5 agosto 2005. È inedito in Italia.
Il film è conosciuto anche come "Il ritorno di Diaboromon". In questo film, che avviene tre mesi dopo la sconfitta di MaloMyotismon, i Digiprescelti devono confrontarsi ancora una volta con Diaboromon. Tai e Matt tornano all'interno della rete per affrontarlo con Omnimon, mentre i nuovi Digiprescelti devono fare i conti con la furia di uno sciame di Kuramon (la forma al livello primario di Diaboromon). Con l'aiuto di Angemon e Angewomon (accompagnati da TK e Kari), Omnimon riesce a distruggere ancora una volta Diaboromon, ma il tutto si rivela una trappola, poiché con la sua distruzione moltissimi Kuramon riescono a penetrare nel mondo reale. Le cose sembrano andare fuori controllo quando i Kuramon nel mondo reale si uniscono per creare un Digimon di livello mega chiamato Armageddemon, un mega alternativo nella linea di sviluppo di Diaboromon. Armageddemon è così potente che né Omnimon né Imperialdramon possono nulla contro di lui. Alla fine, Omnimon conferisce la sua energia ad Imperialdramon Fighter Mode, potenziandolo e facendolo diventare Imperialdramon Paladin Mode. Usando il suo attacco Omni Sword, Imperialdramon riesce ad abbattere Armageddemon, dividendolo nuovamente in numerosissimi Kuramon. Con l'aiuto dell'energia sprigionata dai Digivice dei Digiprescelti e dai cellulari degli altri ragazzi del Giappone, la spada Omni Sword viene potenziata, permettendo ad Imperialdramon Paladin Mode di distruggere i Kuramon una volta per tutte.
Il quarto film dedicato ai Digimon è stato distribuito, insieme a "One Piece: Clockwork Island Adventure", nel formato di doppio lungometraggio, dal nome "Tōei Spring Anime Fair 2001". Il guadagno totale realizzato da questo film è stato di tre miliardi di yen giapponesi.

## Digimon Tamers: Bōkensha-tachi no Tatakai
Digimon Tamers: Bōkensha-tachi no Tatakai (デジモンテイマーズ 冒険者たちの戦い?, Dejimon Teimāzu: Bōkensha-tachi no Tatakai, lett. Digimon Tamers: La battaglia degli avventurieri), distribuito in America con il titolo Digimon Tamers: Battle of Adventurers, è il quinto film dedicato all'universo dei Digimon. Fu distribuito in Giappone il 14 luglio 2001 e negli Stati Uniti il 16 ottobre 2005.
I Domatori stanno trascorrendo le vacanze estive e si dividono per divertirsi separatamente. Takato fa visita a suo cugino Kai ad Okinawa con Guilmon, Henry investiga su una meteora sottomarina con Terriermon e Rika rimane in città con Renamon per proteggerla da eventuali Digimon invasori. Un Digimon malvagio di nome Mephistomon bioemerge sulla Terra ed avvia un piano che coinvolge la nuova mania dei virtual pet, noti come V-Pet, per mettere fuori uso le reti di telecomunicazioni e permettere così ai Digimon di giungere nel mondo reale indiscriminatamente. L'unico modo di fermare questo piano si nasconde nel corpo di Seasarmon, il Digimon partner di Minami, la figlia del creatore dei V-Pet. I Domatori ed i loro Digimon non possono abbassare la guardia neanche un attimo, poiché devono combattere la loro battaglia più dura per salvare il mondo.
Delle informazioni contenute in alcuni promo tradotti in modo sbagliato avevano diffuso l'idea che questo film si sarebbe collocato al di fuori della continuity della serie. Tuttavia, considerando il prodotto finito del film, pochi indizi lasciano credere la veridicità di questa teoria. Inoltre, poiché Kai appare successivamente nella serie stessa e conosce perfettamente Guilmon, ciò suggerisce che il film appartenga alla continuity.
I Digimon dei Domatori nelle loro forme di livello evoluto (WarGrowlmon, Rapidmon e Taomon) creano inoltre un nuovo attacco. Consiste nella trasformazione dei tre Digimon in forma di cristalli che, combinandosi insieme, formano un gigantesco volatile fatto di pura energia. Questa mossa è stata chiamata Trinity Burst (Esplosione della Trinità). Tuttavia, questa non appare al di fuori di questo film.

## Digimon Tamers: Bōsō Digimon Tokkyū
Digimon Tamers: Bōsō Digimon Tokkyū (デジモンテイマーズ 暴走デジモン特急?, Dejimon Teimāzu: Bōsō no Dejimon Tokkyū, lett. Digimon Tamers: Digimon Express in fuga), distribuito in America con il titolo Digimon Tamers: Runaway Locomon (Digimon Tamers: Locomon in fuga), è il sesto film dedicato all'universo dei Digimon. Fu distribuito in Giappone il 2 marzo 2002 e negli Stati Uniti il 2 ottobre 2005.
Questo film si svolge dopo la fine della serie (tecnicamente nell'universo di Tamers, sei mesi dopo la distruzione del D-Reaper).
I Domatori stanno progettando di organizzare una festa di compleanno a sorpresa per Rika, ma i loro piani vanno all'aria quando si ritrovano costretti a fermare un Digimon treno di nome Locomon, che si scoprirà poi controllato da Parasimon, il quale ha aperto un portale tra il mondo reale e Digiworld per permettere ad altri Parasimon di arrivare nel mondo umano ed invadere la città. Questo film si focalizza su un quadro più completo del personaggio di Rika ed inoltre conferma che i Domatori infine riescono a riunirsi con i loro Digimon partner dopo il finale della serie. Il desiderio di Takato di riavere i Digimon è stato infine esaudito dai digignomi come mostrato nell'ultimo episodio alla fine della serie. Calumon sembra essere diventato invece il nuovo Digimon Partner di Jeri dopo la perdita di Leomon.
Chiaki Konaka afferma nelle sue note sui personaggi[1] (per Rika) di "non essere stato consultato" per Runaway Digimon Express, cosa che potrebbe spiegare diversi errori di continuity. Sull'argomento, l'autore afferma che Tetsuharu Nakamura, regista del film ed aiuto regista nella serie, e Hiro Masaki, uno degli sceneggiatori della serie, hanno comunque prestato molta attenzione agli aspetti psicologici della serie durante il completamento del film. Konaka dichiara inoltre di essere loro molto grato per aver illustrato meglio le parti di vita familiare di Rika che la serie TV non aveva mai esplorato.

## Digimon Frontier: Kodai Digimon Fukkatsu!!
Digimon Frontier: Kodai Digimon Fukkatsu!!' (デジモンフロンティア: 古代デジモン復活!!?, Dejimon Furontia: Kodai Dejimon Fukkatsu!!, lett. Digimon Frontier: Il risveglio del Digimon antico!!), distribuito in America con il titolo Digimon Frontier: Island of Lost Digimon, è il settimo film dedicato all'universo di Digimon. È uscito in Giappone il 20 luglio 2002 e negli Stati Uniti il 23 ottobre 2005.[20]
Settimo film dedicato ai Digimon e basato sulla serie TV. Takuya e compagni finiscono su di un'isola galleggiante nel bel mezzo di una guerra civile tra Digimon di tipo Umano e di tipo Animale, istigata da un Digimon malvagio chiamato Murmuxmon. Grazie alla sua facoltà di mutaforma, il Digimon impersonava il leader di entrambe le formazioni per riuscire a liberare un'antica entità maligna - conosciuta come Ornithmon - che alcuni tra i primi Leggendari Guerrieri, AncientGreymon ed AncientGarurumon, avevano sconfitto in passato. Il gruppo prova a riportare la pace, ma è troppo tardi ed Ornithmon viene riportato in vita. In ogni caso, quest'ultimo viene presto sconfitto ancora da AncientGreymon ed AncientGarurumon, tornati anche loro alla vita. Il film termina con i due schieramenti finalmente in pace.
Secondo gli indizi raccolti nel corso del film, questo si svolge temporalmente tra l'episodio 12, "Il coraggio di Tommy", ed il 13, "I segreti di Digiworld". Takuya e Koji, infatti, hanno già ottenuto i loro Digispirit di tipo Animale, ma il Digiuovo di Seraphimon, né tantomeno Patamon, non è ancora insieme al gruppo dei Digiprescelti. Questa circostanza poteva perciò verificarsi solo in quel preciso momento. Tuttavia, questo film è uno dei due dedicati ai Digimon, insieme a Digimon Hurricane Touchdown!!/Supreme Evolution!! The Golden Digimentals, a non essere considerati canonici rispetto alla trama delle rispettive serie. Ciò è causato da diverse imperfezioni nella trama: ad esempio, il Digispirit di Kazemon non dovrebbe trovarsi in possesso di Zoe, bensì di Grumblemon, che glielo ruba nell'episodio 10, Il Digispirit Animale. La ragazza recupererà il proprio Digispirit solo nell'episodio 14, MetalKabuterimon, il guerriero del Tuono, grazie all'intervento di JP. Il film è quindi da considerarsi non canonico.

## Digital Monster X-Evolution
Digital Monster X-Evolution (デジタルモンスター ゼヴォリューション Dejitaru Monsutaa Zevoryuushon?), titolo completo Digital Monster X-Evolution: the Thirteenth Royal Knight (Digital Monster X-Evolution: il tredicesimo Cavaliere Reale), è l'ottavo film di Digimon ed il primo ad essere trasmesso in prima visione su una rete televisiva giapponese. Attualmente è andato in onda solo in Giappone il 3 gennaio 2005, sul canale Fuji TV.
Digital Monster X-Evolution è il primo film dedicato all'universo dei Digimon interamente realizzato in Computer grafica 3D dalla Imagi Animation Studios ed è l'unico non basato su una serie anime, bensì sulla trama del manga Digimon Chronicle. Il film è costato venticinque milioni di dollari ed è spesso noto tra i fan con il comune portmanteau Digimon X-Evolution.

## Digimon Savers THE MOVIE Kyūkyoku Pawā! Bāsuto Mōdo Hatsudō!!
Digimon Savers THE MOVIE Kyūkyoku Pawā! Bāsuto Mōdo Hatsudō!! (デジモンセイバーズ THE MOVIE 究極パワー！ バーストモード発動！?, Dejimon Saibāzu THE MOVIE - Kyūkyoku Pawā! Bāsuto Mōdo Hatsudou!!, lett. Digimon Savers THE MOVIE: Potere definitivo! Attivazione della Burst Mode!!) è il primo film collegato all'anime di Digimon Savers anche se non è considerato canonico nella continuity della serie. È inoltre il nono film dedicato all'universo di Digimon ed è stato distribuito in Giappone il 9 dicembre 2006.
Il film inizia con Agumon, Gaomon e Lalamon, i cui partner sono precipitati in un sonno incantato insieme al resto della popolazione della città a causa di una misteriosa pianta rampicante spinosa che poco prima si era velocemente avviluppata intorno a tutta la città. Mentre i Digimon si fanno strada nella città silenziosa si imbattono in un gruppo composto da numerosi Goblimon con a capo un Ogremon, il quale sta attaccando una giovane ragazza. I tre spaventano i Goblimon e la ragazza, Rhythm, rivela di essere in realtà un Digimon e che l'incantesimo della pianta che ha addormentato l'intera città è opera di un Digimon di nome Argomon. Il quartetto quindi si prepara al confronto con il nemico nella sua tana, nascosta in cima ad un grattacielo.
Sulla strada verso il castello, Gaomon rimane indietro a trattenere un esercito di Goblimon. Anche Lalamon rimane indietro per fronteggiare uno stormo di Pipismon, ma non prima di aver trasportato in volo Agumon e Rhythm nei pressi della tana di Argomon. Argomon inizialmente sembra essere troppo forte perché Agumon possa fronteggiarlo, ma un attacco di quest'ultimo riesce a metterlo temporaneamente fuori gioco: tuttavia, Argomon riesce a digievolvere nella sua forma di livello mega e capovolge nuovamente le sorti della battaglia. Quando Agumon sta per rinunciare dopo essere stato malmenato dalla nuova forma di Argomon, ricorda come Masaru non si sia mai arreso a prescindere da ogni circostanza e questa determinazione riesce a liberare il ragazzo dal coma. Masaru arriva dunque sul luogo dello scontro e colpisce Argomon con il suo pugno per attivare la sua Digisoul, facendo quindi digievolvere Agumon in ShineGreymon. Nonostante riesca a destreggiarsi meglio contro Argomon, ShineGreymon non è però ancora abbastanza forte per poter vincere la battaglia: Argomon riesce anche a spezzare la sua GeoGrey Sword. Nonostante questo, Masaru diventa più determinato ed evoca la Digievoluzione Burst, la quale si unisce al fortissimo desiderio di Rhythm che ShineGreymon vinca. Grazie a questo, ShineGreymon digievolve in ShineGreymon Burst Mode e trafigge il petto di Argomon con la sua spada, eliminando il Digimon malvagio. Dopo la battaglia Rhythm dà un bacio ad Agumon.

## Digimon Savers 3D - Digital World kiki ippatsu!
Digimon Savers 3D - Digital World kiki ippatsu! (デジモンセイバーズ3D デジタルワールド危機イッパツ！?, Dejimon Seibāzu 3D Dejitaru Wārudo Kiki Ippatsu!, lett. Digimon Savers 3D: Il Mondo Digitale in pericolo imminente!) è il decimo film dedicato all'universo di Digimon ed uno dei due cortometraggi relativi all'universo di Digimon al Toei Animation Festival, è stato distribuito in Giappone il 3 ottobre 2009.
Agumon, Gaomon e Lalamon decidono di andare a Digiworld e finiscono in un parco a tema pieno di altri Digimon, incluso Calumon che decide di seguirli. Dopo essere saltati su un veicolo molto simile ad un carrello delle montagne russe, le pessime abilità alla guida di Agumon portano i tre Digimon in diversi luoghi, inclusi un dirupo, delle caverne, un vulcano, una roccia ghiacciata ed un'area infestata ed atterrano in un luogo molto simile all'Area Oscura. Una volta lì scoprono che i dati si stanno dissipando e che Armageddemon li sta assorbendo. Agumon e Gaomon digievolvono GeoGreymon e Gaogamon per poterlo affrontare, mentre Calumon utilizza i suoi poteri per cancellare il buco nero che si trova sotto di lui. Dopo la sconfitta di Armageddemon, i Kuramon che componevano il corpo del Digimon riportano le varie aree alla normalità.

## Digimon Adventure 3D: Digimon Grandprix!
Digimon Adventure 3D: Digimon Grandprix! (デジモンアドベンチャー3D デジモングランプリ?, Dejimon Adobenchā 3D: Dejimon Guranpuri!, lett. Digimon Adventure 3D: Digimon Grandprix!) è l'undicesimo film dedicato all'universo di Digimon ed uno dei due cortometraggi relativi all'universo di Digimon al Toei Animation Festival, sceneggiatura di Atsushi Maekawa. È stato proiettato all'attrazione Sanrio Puroland's Yume no Time Machine dal 20 luglio 2000 e il 23 giugno 2002, ed è poi stato ri-trasmesso in Giappone il 3 ottobre 2009. È inedito in Italia.
Dodici concorrenti competono nel Digimon Grandprix per ottenere il titolo di "Re dei Digimon". La corsa inizia con un notevole trambusto, solo Agumon vola nella direzione sbagliata mentre il veicolo di Patamon parte senza il suo guidatore. All'inizio, in un'area simile ad una fattoria, Veemon e DemiDevimon prendono il comando, ma, mentre attraversano l'area di un fiume, provano a buttarsi fuori a vicenda dalla corsa, facendo fermare entrambi i loro veicoli. Indaffarati l'uno con l'altro, la maggior parte degli altri partecipanti li sorpassa. Mentre gli altri Digimon proseguono, Agumon riesce finalmente a prendere la direzione giusta e a portare con sé Patamon dandogli un passaggio.
Nella seconda parte del percorso, coperta dalla neve, DemiDevimon riesce a sorpassare Tentomon e sgancia così tante bombe da distruggere sia il veicolo di quest'ultimo che quello di Armadillomon, mentre Veemon accelera per recuperare. Nella sezione della foresta autunnale, Veemon e DemiDevimon provano a buttarsi ancora fuori a vicenda, ma le loro azioni causano la fine della corsa per Gatomon, Gomamon, Biyomon e Hawkmon, ma Agumon, trasportando tutti i Digimon ritirati, si fa strada e con la sua BabyMeteora butta fuori Veemon e DemiDevimon. Davanti a tutti, con un considerevole margine di vantaggio, Gabumon si fa bello per il presentatore, ma Agumon guadagna la prima posizione. Sfortunatamente, il suo missile gli causa disordini di stomaco ed il Digimon è costretto ad espellere alcuni escrementi, lanciandoli come missili. Quest'azione fa fuori immediatamente Palmon e Gabumon la segue poco dopo.
Agumon presto perde la strada ancora una volta, lasciando DemiDevimon e Veemon a darsi battaglia nella città. DemiDevimon usa tutte le sue ultime risorse e scaglia qualsiasi pezzo del suo veicolo, eccetto l'abitacolo, verso Veemon, che schiva i proiettili ma non può nulla quando ciò causa un'esplosione. DemiDevimon pensa di aver vinto, ma Agumon, portando tutti gli altri partecipanti, lo raggiunge e fa a pezzi il suo veicolo con un'onda d'urto. Agumon e gli altri partecipanti, quindi, passano la linea del traguardo tutti insieme e dividono il titolo di "Re dei Digimon", ma immediatamente dopo il missile di Agumon va fuori controllo e spedisce tutti nello spazio.
Nel popolare parco a tema coreano di Everland, il film compare come un cortometraggio in 4D nello Space Tour, posto nell'European Adventure.

## Digimon Adventure: Last Evolution Kizuna
Digimon Adventure: Last Evolution Kizuna (デジモンアドベンチャー LAST EVOLUTION 絆?, Dejimon Adobenchā Last Evolution Kizuna, lett. Digimon Adventure: Last Evolution Legami) è il dodicesimo film dedicato all' universo di Digimon ed è ambientato 5 anni dopo gli eventi di Digimon Adventure tri., che a sua volta si svolge 6 anni dopo la serie originale. Taichi Yagami nel film ha 22 anni.
I fatti si svolgono nel 2010. Con Taichi e i suoi amici che hanno ormai raggiunto l'età adulta, sono colpiti dalla notizia che l'amicizia con il loro Digimon finirà presto e saranno separati per sempre, poiché non sono più bambini. Nel frattempo, appare un potente Digimon chiamato Eosmon, pur sapendo che usare i loro poteri ridurrà il poco tempo che possono ancora avere insieme, tocca a Taichi, Agumon e tutti i loro amici combattere un'ultima volta per salvare il mondo.
Oltre al film la Toei ha prodotto, e distribuito solo ai sostenitori del crowdfunding (Digimon Adventure 20th Memorial Story) 5 cortometraggi della durata di 5 minuti di cui il primo è stato distribuito online.
| #  | Titolo | Data d'uscita    | Data di distribuzione online (con sottotitoli inglesi) |
| -- | --- | ---------------- | ------------------------------------------------------ |
| 01 | Sora e (空へ? lett. "A Sora") | 22 novembre 2019 | 1º febbraio 2020                                       |
| 01 | Sora è preoccupata per il suo futuro, ma dopo aver capito che la cosa più importante sono i suoi amici, decide di prendere le distanze dalle battaglie e dalle responsabilità di bambina prescelta. | 22 novembre 2019 | 1º febbraio 2020                                       |
| 02 | Kokoro no ana (心 の 穴? lett. "Buco nel cuore") | 21 febbraio 2020 |                                                        |
| 02 | Fuori dall'ospedale dove è in tirocinio Joe, Agumon e Gabumon si ritrovano a confrontarsi e a parlare dell'ormai imminente separazione dai loro partner, ricordando tutti i bei momenti passati con loro e con gli altri bambini prescelti. | 21 febbraio 2020 |                                                        |
| 03 | Igaku-sei Kido Jō (医学生・城戸丈? lett. "Studente di medicina, Joe Kido") | 10 luglio 2020   |                                                        |
| 03 | Gomamon preoccupato per il futuro da medico di Joe, si fa aiutare da Agumon per mettere alla prova il suo partner e capire se abbia ancora paura del sangue. Durante una discussione tra i due, un'auto sta per investire Joe, ma Gomamon lo salva. Dopo essere stato curato, Joe rassicura il suo Digimon rivelandogli che ha superato la paura del sangue già da molto tempo.           | 10 luglio 2020   |                                                        |
| 04 | Akogare no Jogress Shinka (あこがれのジョグレス進化? lett. "L'evoluzione Jogress dei sogni") | 16 ottobre 2020  |                                                        |
| 04 | Piyomon e Palmon vogliono riuscire a fare l'evoluzione Jogress, così chiedono aiuto a V-mon, che parte alla ricerca di Wormoon per mostrare ai due Digimon una perfetta evoluzione Jogress. Nel frattempo però Piymon e Palmon trovano un metodo alternativo per fondersi. | 16 ottobre 2020  |                                                        |
| 05 | Panpu to Gotsu no Shibuya-kei buyū-den (パンプとゴツの渋谷系武勇伝? lett. "L'eroica saga in stile Shibuya di Pump e Gotsu") | 25 dicembre 2020 |                                                        |
| 05 | In un bar dove Gabumon e V-mon festeggiano il raggiungimento dell'età adulta, si presentano Pumpmon e Gotsumon, che iniziano a raccontare le loro eroiche avventure prima di unirsi all'esercito di Vamdemon, i due Digimon rivelano infine di aver inscenato la loro morte per vivere nascosti nel mondo umano e apprendere al meglio cosa significasse essere Digimon in stile Shibuya. | 25 dicembre 2020 |                                                        |

## Digimon Adventure 02: The Beginning
Digimon Adventure 02: The Beginning (デジモンアドベンチャー02 THE BEGINNING?, Dejimon Adobenchā 02 The Beginning) è il tredicesimo film dedicato all'universo di Digimon, ed è ambientato 2 anni dopo gli eventi di Digimon Adventure: Last Evolution Kizuna.
I fatti si svolgono nel 2012. Daisuke, Ken, Miyako, Iori, Takeru e Hikari incontrano un ragazzo di nome Lui Ohwada, con un Digivice rotto che afferma di essere il primo Bambino Prescelto in assoluto. Nel frattempo, nel mondo reale appare un Digimon chiamato Ukkomon, che vuole che ogni persona nel mondo abbia al proprio fianco un partner Digimon.